# Wilfried Zahibo
Wilfried Aimeric Zahibo (Marsella, Francia, 21 de agosto de 1993) es un futbolista francés nacionalizado centroafricano que juega como centrocampista.

## Carrera

### Inicios
Nacido en Marsella, sus padres debieron emigrar a Guadalupe por motivos laborales y allí empezó a jugar al fútbol a los 8 años. Regresó a Francia con 14 años y luego entró en las categorías inferiores del AC Ajaccio. Participó la temporada 2012-13 con el primer equipo pero solo jugó un partido oficial en la Copa de Francia, así que decidió marcharse en busca de minutos y se le presentó la oportunidad de jugar en España.

### SD Ponferradina

#### CF Fuenlabrada
En agosto de 2013, a pocos días de cumplir los 20 años, firmó un contrato con la SD Ponferradina de Segunda División pero jugó cedido en el Club de Fútbol Fuenlabrada de Segunda B, debutando el 25 de agosto de 2013 en la 1.ª jornada frente al Barakaldo CF. Se convirtió en titular indiscutible y participó en 19 de las 22 primeras jornadas, lo cual llamó la atención de clubes como el Valencia CF.

### Valencia Mestalla
En enero de 2014, en el mercado de invierno de la temporada 2013-14, fue fichado por el Valencia Mestalla, logrando la permanencia en la categoría. Debutó el 21 de enero de 2014 entrando en el segundo tiempo ante el Olímpic de Xàtiva, coincidiendo con jugadores como Jaume Doménech, Portu y Rober Ibáñez. Fue titular durante seis jornadas consecutivas y luego pasó a quedar fuera de las alineaciones hasta final de temporada. En total participó en 11 partidos con el filial valencianista esa campaña.
En la siguiente temporada 2014-15 se hizo con la titularidad indiscutible y participó en 33 de las 38 jornadas del campeonato, debutando como goleador el 4 de abril de 2015 frente al CD Alcoyano en El Collao, y marcó otro gol en la última jornada frente al Real Zaragoza B.
El verano de 2015 participó en la pretemporada con el primer equipo del Valencia CF a las órdenes del técnico Nuno, participando en varios amistosos, pero empezó la temporada 2015-16 de nuevo como titular indiscutible en el filial, volviendo a marcar en la segunda jornada frente al Huracán. Participó en 24 partidos esa temporada con el Valencia Mestalla debido a su debut con el primer equipo.

### Valencia CF
El 16 de diciembre de 2015 cuando se produjo su debut en partido oficial a las órdenes de Gary Neville y Miguel Ángel Angulo jugando los 90 minutos de la vuelta de dieciseisavos de final de Copa del Rey en Mestalla contra el Barakaldo, el mismo día que debutó su compañero Fran Villalba. Inmediatamente el técnico Gary Neville, tras una reunión con el director de la escuela José Ramón Alexanko, comunicó que contaría para el primer equipo con Zahibo, Villalba y Diallo. Precisamente en la siguiente eliminatoria de la Copa fue titular en el partido de vuelta de los octavos de final frente al Granada CF y también lo fue en la ida de los cuartos frente a Las Palmas.
En la Liga debutó el 24 de enero de 2016 siendo titular en Riazor frente al Deportivo de La Coruña, volviendo a serlo también dos jornadas después en el Benito Villamarín frente al Real Betis. En total participó en 2 partidos de Liga y 5 de la Copa del Rey con el primer equipo valencianista, además de varias convocatorias más, como suplente en dos partidos de Europa League.

### Gimnàstic de Tarragona
En verano de 2016 llegó libre al Gimnàstic de Tarragona de la Segunda División, debutando en la primera jornada el 21 de agosto de 2016 contra el CD Lugo. Problemas físicos le hicieron tener una participación muy irregular, participando solo en 15 de las 42 jornadas del campeonato, y en 2 encuentros de Copa.
La temporada 2017-18 también empezó sin participación en el equipo, participando solo en 6 de las 21 primeras jornadas, más 1 partido de Copa, por tanto en el mercado de invierno se cerró su salida del club.

### New England Revolution
En enero de 2018, con 24 años, se cerró su fichaje por el New England Revolution de la MLS. Debutó en la 1.ª jornada el 4 de marzo de 2018 frente al Philadelphia Union, y marcó su primer gol el 7 de abril ante el Montreal Impact. Titular indiscutible participó en 31 de las 35 jornadas del campeonato, más 1 encuentro de la US Open Cup.
La temporada 2019 tuvo algo menos de participación pero siguió siendo pieza clave del equipo participando en 24 jornadas de Liga.
Comenzó la temporada 2020 y jugó los dos primeros encuentros antes de la suspensión de este por la pandemia de COVID-19. Ese año jugó en el torneo MLS is Back.

### Houston Dynamo
El 17 de agosto de 2020 fue intercambiado al Houston Dynamo por Tommy McNamara. Debutó en su nuevo club el 2 de septiembre en la victoria por 3-0 sobre el Minnesota United. Su contrato con el club no fue renovado al término de la temporada.

## Selección nacional
En 2012 formó parte de una pre-lista de la sub-18 francesa de 35 jugadores, pero la presencia de talentos como Pogba o Kondogbia en aquella joven selección dificultó su camino con Francia.
A finales de 2015 entró en una convocatoria de la selección sub-23 de Costa de Marfil, el país de origen de sus padres, para participar en una mini gira.
El 13 de noviembre de 2019 debutó con la absoluta del República Centroafricana en la victoria 2-0 ante Burundi en partido de clasificación para la Copa Africana de Naciones de 2021.

## Clubes
| Club                    | País                 | Año       | Partidos | Goles |
| ----------------------- | -------------------- | --------- | -------- | ----- |
| A. C. Ajaccio           | Francia              | 2012-2013 |          |       |
| C. F. Fuenlabrada       | España               | 2013-2014 | 19       | 0     |
| Valencia C. F. Mestalla | España               | 2014-2016 | 68       | 3     |
| Valencia C. F.          | España               | 2015-2016 | 7        | 0     |
| Gimnàstic de Tarragona  | España               | 2016-2018 | 24       | 0     |
| New England Revolution  | Estados Unidos       | 2018-2020 | 61       | 5     |
| Houston Dynamo          | Estados Unidos       | 2020      | 4        | 0     |
| Dundalk F. C.           | República de Irlanda | 2021      |          |       |
| F. C. Bastia-Borgo      | Francia              | 2022-2023 |          |       |